# Meganulon
Meganulon (メガヌロン Meganuron)  là những nhân vật hư cấu là côn trùng khổng lồ Đại Cổ sinh được tái lập do các hoạt động khai thác tại làng Kitamatsu, tỉnh Kumamoto, và xuất hiện trong phim năm 1956 kaiju eiga Rodan. Meganulon đã trở lại trong bộ phim Godzilla vs Megaguirus sau 44 năm vắng bóng.

## Xuất hiện
Meganulon là loài côn trùng thời tiền sử trông giống như những cái ráy tai khổng lồ, chúng có màu xanh xám và có hai móng vuốt lớn trên mỗi cánh tay. Meganulon từ bộ phim Rodan năm 1956 rất to và cồng kềnh, với khuôn mặt chuồn chuồn. Khi Meganulon xuất hiện lần thứ hai 44 năm sau trong bộ phim Godzilla vs Megaguirus, cơ thể họ mảnh khảnh và có màu nâu. Meganulon mới duy trì gọng nhọn của chúng trên mỗi cánh tay. Trong Rodan, Meganulon có kích thước đầy đủ được mô tả bởi một vài người đóng thế trong bộ đồ. Đối với cảnh Rodan mới nở đang nuốt chửng Meganulon tương đối nhỏ, những con côn trùng đã được mô phỏng bằng cách đặt các phiên bản nhỏ của bộ đồ lên con tôm mà người điều khiển Rodan có thể nắm được.

## Quyền hạn và khả năng
Meganulon từ thời đại showa không có bất kỳ sức mạnh hay khả năng nào ngoài khả năng nằm im trong phim hoạt hình treo trong hàng triệu năm. Meganulon từ kỷ nguyên Thiên niên kỷ, tuy nhiên, có nhiều khả năng. Chúng có thể phóng to các bức tường một cách dễ dàng, và khi tấn công sẽ bắn chất độc màu đen đặc từ miệng đến mù và làm mất phương hướng con mồi, giống như Dilophosaurus từ Công viên kỷ Jura. Meganulon có thể làm ngập một phần lớn thành phố nơi chúng nở, điều đó không được chỉ định nếu chúng tạo ra thêm nước từ bên trong cơ thể của chúng như khi chúng ở dạng trứng, hoặc nếu chúng chỉ đơn giản là sao lưu cống hệ thống khiến mực nước tăng nhanh.